# Исаково (Зеленодольский район)
 Исаково (тат. Исәк) — деревня в Зеленодольском районе Татарстана. Входит в состав городского поселения Нижние Вязовые.

## География
Находится в западной части Татарстана на расстоянии приблизительно 12 км на юг от районного центра города Зеленодольск в правобережной части района у устья реки Свияга.

## История
Была известна с 1565—1567 годов как сельцо, принадлежавшее Свияжскому Успенскому монастырю. В 1792-99 построено последнее здание Богоявленской церкви (упоминалась еще в 1567 году).

## Население
Постоянных жителей было в 1782 году — 204 души мужского пола, в 1859—945, в 1897—578, в 1908—848, в 1920—864, в 1926—968, в 1938—678, в 1949—631, в 1958—487, в 1970—222, в 1979—128, в 1989 — 56. Постоянное население составляло 33 человека (русские 79 %) в 2002 году, 50 в 2010.

## Русская православная церковь
Церковь Богоявления Господня.